# Frank Adcock
Frank Ezra Adcock (Desford, 15 aprile 1886 – Cambridge, 22 febbraio 1968) è stato uno storico e crittografo britannico.

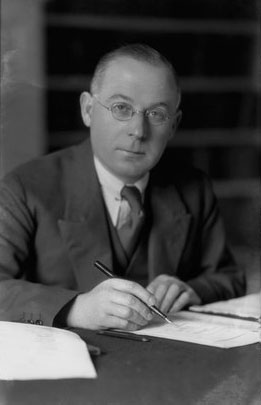

È stato professore di storia antica all'Università di Cambridge dal 1925 al 1951. Oltre ai suoi incarichi accademici, prestò servizio come crittografo sia nella prima che nella seconda guerra mondiale. Nel 1954 gli è stato conferito il titolo di baronetto.

### Opere
- 1940 – The Roman art of war
- 1956 – Caesar as man of letters
- 1957 – Greek and macedonian art of war
- 1959 – Roman political ideas and practice
- 1963 – Thucydides and his History
- 1975 – Diplomacy in ancient Greece